# Zven
Zvèn je zvočni pojav, ki nastane ob pravilnem in periodičnem nihanju prožne snovi – strune, kože ali opne, lesene ali kovinske plošče ali zračnega stebra. Z nihanjem ne oblikuje sinusne krivulje, zato ne nastane ton, ampak obarvani tok – zven. Barva zvoka je tisto, zaradi česar ločimo enako visok zvok pri violini od tistega pri flavti. Je osnovni glasbeni pojem. Barvo zvoka določa delež višjeharmonskih frekvenc, ki jih lahko zaslišimo hkrati z danim tonom. Te frekvence imenujemo tudi alikvotni toni. Po vrsti razvrščene frekvence spominjajo na logaritemsko funkcijo, prvih 6 frekvenc pa tvori intervalno razmerje durovega akorda (v spodnjem primeru: c-e-g).
Spekter zvena je črtast z več sinusnimi sestavinami, katerih frekvence so celoštevilčni mnogokratniki frekvence osnovnega tona.